# Trimalaconothrus sacculus
Trimalaconothrus sacculus är en kvalsterart som beskrevs av Hammer 1966. Trimalaconothrus sacculus ingår i släktet Trimalaconothrus och familjen Malaconothridae. Inga underarter finns listade i Catalogue of Life.